# Petit Basset Griffon Vendéen
Der Petit Basset Griffon Vendéen (Kleiner Basset Griffon Vendéen, abgekürzt PBGV) ist eine von der FCI  anerkannte französische Hunderasse (Nr. 67, Gr. 6, Sek. 1.3).

## Geschichte
Lange Zeit hatte der Petit Basset Griffon Vendéen den gleichen Standard wie sein großer Verwandter, der Grand Basset Griffon Vendéen, nur in der Größe unterschieden sie sich. Allerdings war er bei geringerer Größe genauso schwer wie der Grand Basset Griffon Vendéen und hatte krumme Beine, also brachte sein Einsatz keine guten Ergebnisse. M. Abel Dezamy schuf deswegen einen eigenen Zuchtstandard für den Petit Basset Griffon Vendéen. Nun war nicht nur die Größe dieser Rasse kleiner, sondern alle Maße verringerten sich auch proportional zur Körpergröße. So entstand ein guter Jagdhund, bei der ersten Französischen Meisterschaft zur Hasenjagd belegte eine Meute Petit Basset Griffon Vendéens sogar den ersten Platz.

## Beschreibung
Der Petit Basset Griffon Vendéen ist ein 34 bis 38 cm großer Jagdhund mit hartem Haar, das nicht zu lang sein sollte.
Es gibt ihn in schwarz mit weißer Scheckung (weiß-schwarz), schwarz mit falbfarbenen Abzeichen (schwarz-rot), schwarz mit sandfarbenen Abzeichen, falbfarben mit weißer Scheckung (weiß-orange) und falbfarben mit schwarzem Mantel, weißer Scheckung (tricolor), sandfarben schwarz gewolkt mit oder ohne weißer Scheckung und falbfarben schwarz gewolkt.
Seine Ohren sind weich, schmal und dünn mit langem Haar bedeckt.

## Wesen
Die FCI beschreibt den Hund folgendermaßen: Voller Passion für die Jagd; er ist mutig und liebt Dornenhecken und Gestrüpp. Gehorsam, aber eigensinnig.

## Verwendung
Der Petit Basset Griffon ist ein sehr guter Jagdhund, besonders die Jagd auf Hasen liegt ihm.

## Gesundheit
Der Petit Basset Griffon Vendéen erkrankt häufiger an einer Hypothyreose (Schilddrüsenunterfunktion).